# Espace Georges-Brassens
 (novembre 2016).
L’Espace Georges Brassens est un musée consacré à l’auteur-compositeur-interprète Georges Brassens, natif de la ville de Sète. C’est le musée le plus visité de la ville avec 50 000 visiteurs par an[réf. nécessaire].

## L’espace Georges-Brassens
Construit à l'initiative du maire et député Yves Marchand, l’espace Georges-Brassens a été totalement revu par son architecte Christian Salvador en 2006 et sa surface doublée sous l'impulsion du maire François Commeinhes.
Depuis 1991, plus de 900 000 personnes ont franchi le seuil de l’Espace pour retrouver durant une heure celui qu’ils ont estimé, aimé ou vénéré.
Chaque année, 50 000 visiteurs se rendent dans ce lieu muséographique.
C’est également un « repère » ou un « repaire » (dans le sens noble du terme), les deux acceptions se complètent pour ceux qui travaillent sur l’œuvre de Georges Brassens : scolaires, étudiants, chercheurs, journalistes ou simples curieux, pour ceux qui le chantent, pour ceux qui en parlent.
Les activités de l’espace Georges-Brassens sont multiples : les visites à thème en direction des scolaires, des présentations d’ouvrages (signatures et rencontres avec le public), des conférences, les contacts avec les journalistes, des expositions, des soirées musicales ainsi que le festival de chanson française « Quand je pense à Fernande » avec la soirée « Rien à jeter » réservée aux auteurs-compositeurs-interprètes…

## Les activités de l’espace Georges-Brassens
Sète organise un festival consacré à la chanson française depuis 2002, « Quand je pense à Fernande », avec la coopération du service culturel de la ville de Sète et un tourneur Zalana Productions.
- 2002 : Xavier Pace, Luke, Les Acrobates, Dionysos, Juliette, Miossec, Sinclair et Patrick Bruel ;
- 2003 : Dimone, Alexandre Varlet, Les Sévères, 100g De Têtes, Émilie Simon, Java, Tryo, Vincent Delerm, Zebda et Rita Mitsouko ;
- 2004 : Lazuli, As de trêfle, Aldebert, Saint Rémy, Albin de la Simone, Tit' Nassels, Gérald Genty, Autour de Lucie, Cali, Tété, Les Motivés, Hubert-Félix Thiéfaine, Têtes Raides et Tarmac ;
- 2005 : Chozpareï, Rouletaboul, Lise, Miglitt, La La La, Nico, Khaban', Princess K'Shu, Belles Musettes, Karpatt, La Rue Ketanou, Vincent Delerm, Sinsemilia, Bernard Lavilliers et Mano Solo ;
- 2006 : Marcel et son Orchestre, Siméo, Tit' Nassels, Sinik, Psy 4 de la rime, Oshen, la Grande Sophie, Émilie Simon, … ;
- 2007 : Brigitte Fontaine, Rose, Adrienne Pauly, Eiffel, Luke, Ridan, Faf Larage et Emily Loizeau ;
- 2008 : Dionysos, Camille Bazbaz, Cali, Rimbaud, Camille, Papillon Paravel, Tiken Jah Fakoly et Isiah Shaka ;
- 2009 : Iam, les grandes Gueules, Olivia Ruiz, Dimoné, Sinsemilia, Anis, Gatsby, Brazuk, Sam et Maxxximum ;
- 2010 : Alain Souchon, Bizerne, Jacques Higelin, Benjamin Biolay, air, Raggasonic et Féfé ;
- 2011 : Zaz, Zazie, Sylvie Vartan, Katerine, Renaud, Papillon Paravel, L, Fabrice Mauss et Arnaud Fleurent-Didier.

### Soirée «Putain de Georges»
Des groupes venus d’horizons très divers investissent texte et musique de Georges Brassens pour une interprétation personnelle.
« Y’a que des copains qui interprètent Brassens ».
Trio Louis Martinez : les chansons de Georges Brassens sont jouées en jazz, en version instrumentale.
Les Amis de Brassens : Bruno Granier, Philippe Lafon, Alain Dumont.

## Visite
- La visite d’une heure avec le casque d’écoute : parcours muséographique et salle vidéo ;
- Les visites à thème en direction des scolaires avec des travaux d’analyse de texte et de versification ;
- Des présentations d’ouvrage : signature et rencontre avec le public ;
- Des conférences stricto-sensu et des conférences illustrées par des chansons notamment avec des interprètes espagnols et italiens ;
- Les entrevues avec les écrivains rédigeant des ouvrages sur Georges Brassens ;
- Les contacts avec les journalistes, presse écrite et parlée pour les rédactions d’articles et la réalisation d’émissions ;
- La présentation de différentes expositions : Boby Lapointe, Pierre Nicolas, contrebassiste, « les premiers pas », sur les débuts de la carrière de Georges Brassens, Pierre François peintre qui réalisé l’affiche de l’Espace Brassens…